# Ray Lavender
Ray Lavender jest amerykańskim piosenkarzem R&B, znanym lepiej jako Ray L. Ray jest całkowicie wykreowany przez piosenkarza Akona w wytwórni Kon Live. Jego pierwsza płyta X-Rayted została wydana w 2008 roku.

## Życiorys
Ray Lavender zmieniał swoje pseudonimy wiele razy w krótkim czasie. Najpierw nazywał się Earl Ray, później L.A Ray, Ray Black a obecnie Ray-L. Stał się znany z piosenki "Doing, Doing", którą wykonywał z Akonem. Inne jego utwory to m.in. "Hush", "Chekin' My Phone" i "Deez Nutz". Napisał piosenkę dla koleżanki z wytwórni - Chilli, która miała znaleźć się na albumie No Rings On These Fingers, ale Chilli nigdy jej nie nagrała.
Data wydania jego albumu, który nazywa się X-Rayted była wielokrotnie przesuwana. Początkowo premierę krążka zaplanowano na wrzesień 2007 roku. Jednak w listopadzie 2007 oznajmił, że data zostanie przesunięta. Ostatecznie płyta została wydana w styczniu 2008.

## Dyskografia

### Albumy
- X-Rayted (2008)

### Single
- My Girl Gotta Girlfriend
- Donkey Kong
- Bad Chickn
- Hush
- Chekin' My Phone
- Deez Nutz
- Doing, Doing (Work It)